# صابون‌ماهی شش‌نواره
صابون‌ماهی شش‌نواره (نام علمی: Grammistes sexlineatus) نام یک گونه از زیرخانواده هامور است.